# Jason Drucker
Jason Ian Drucker (ur. 20 września 2005) – amerykański aktor dziecięcy pochodzenia żydowskiego, komik. W 2017 roku wystąpił w głównej roli w filmie Dziennik cwaniaczka: Droga przez mękę, za co rok później otrzymał nominację do nagrody Young Entertainer Awards. Wcielił się też w postać Tommy’ego Millera w serialu Czarownica Emma. W 2018 roku zagrał młodszego brata głównej bohaterki w filmie Bumblebee.

## Filmografia

### Filmy
- 2015: Zabójcza – Parker Larson
- 2016: WySCAN – Adam
- 2016: Benny – Benny
- 2016: Nightmarish – Thomas
- 2017: Dziennik cwaniaczka: Droga przez mękę – Greg Heffley
- 2018: Bumblebee – Otis Watson

### Telewizja
- 2014–2015: Czarownica Emma – Tommy Miller (51 odcinków)
- 2017: Chicago Fire – Hogan Korpi (1 odcinek)